# Eblo
Eblo (Eble, Ebalus, Aeblus o Aebalus) fue un conde franco de Aquitania de comienzos del siglo IX.

## Biografía
Junto con Aznar Sánchez, dirigió una gran expedición a través de los Pirineos para restablecer el control franco sobre el Reino de Pamplona. Tras lograr sus objetivos y entrar en Pamplona sin resistencia, fueron derrotados en su regreso a Gascuña en la segunda batalla de Roncesvalles (824). Eblo y su compañero Aznar fueron capturados, pero mientras Aznar, vascón, fue liberado por su parentesco con sus captores, Eblo, franco, fue enviado como prisionero al emir de Córdoba, muriendo posteriormente en cautiverio.